# Стеклозавод (Курганская область)
Стеклозаво́д — посёлок в Белозерском районе Курганской области. Входит в состав Боровлянского сельсовета.

## История
До 1917 года входил в состав Тебенякской волости Курганского уезда Тобольской губернии. По данным на 1926 год завод Боровлянский состоял из 75 хозяйств. В административном отношении входил в состав Боровлянского сельсовета Белозерского района Курганского округа Уральской области.

## Население
| 1926 | 1989 | 2002 | 2010 |
| ---- | ---- | ---- | ---- |
| 679  | ↘664 | ↘517 | ↘390 |

По данным переписи 1926 года на заводе проживало 679 человек (298 мужчин и 381 женщина), в том числе: русские составляли 99 % населения.